# Capolavoro (MusicaPerBambini)
CapoLavoro è il sesto album di MusicaPerBambini, pubblicato nel 2014 dall'etichetta Trovarobato.

## Tracce
Testi e musiche di Manuel Bongiorni.
1. Dal dottore – 1:32
2. Bigliettaio – 3:15
3. Lo squilibrista – 2:28
4. Supplente per sempre – 3:42
5. La famiglia dei becchini – 1:48
6. Macellaio di cognati – 1:43
7. L'accalappiatopi – 3:04
8. Il millemani – 1:41
9. Il trombettiero – 3:00
10. Arbitro – 1:53
11. Il nipote elettronico – 2:36
12. L'addestratore di Luigi – 2:46
13. L'idraulico aulico – 3:31